# Rhombophryne serratopalpebrosa
Rhombophryne serratopalpebrosa är en groddjursart som först beskrevs av Jean Guibé 1975.  Rhombophryne serratopalpebrosa ingår i släktet Rhombophryne och familjen Microhylidae. IUCN kategoriserar arten globalt som sårbar. Inga underarter finns listade i Catalogue of Life.